# ウィリアム・カルクラフト

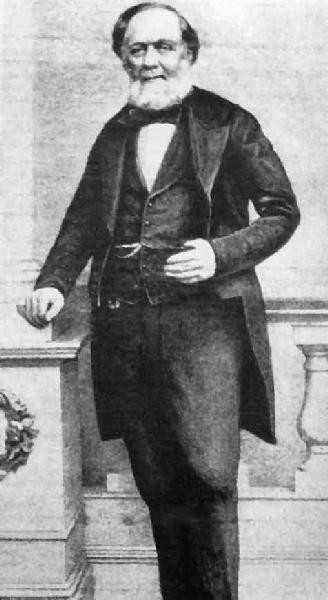
ウィリアム・カルクラフト 1870年ごろ

ウィリアム・カルクラフト（英語: William Calcraft、1800年10月11日 - 1879年12月13日）は19世紀半ばのイギリスの死刑執行人。イギリスで最も多くの死刑を執行した人物のひとり。45年の経歴の中で450人を処刑した。靴職人として働く傍らで、生活費のためにミートパイを売っていたところ、ジョン・フォクストンと知り合い、刑務所で働き始めた。 
1829年にフォクストンが死ぬと、政府はカルクラフトをシティ・オブ・ロンドンからミドルセックスの公式な死刑執行人に任命し、のちにイングランド全体の死刑執行を執り行うようになった。にもかかわらず、カルクラフトは死刑執行人として不適格と批判する人もいる。特に、カルクラフトが死刑囚の首が折れる方法より、時間をかけて窒息死するショートドロップ方式を採用したことで物議を醸した。
この方法では死に至るまで数分かかるため、カルクラフトは死刑囚の足にぶら下がったり、肩に登ったりして、首の骨を折り、その死を早めようとした。
これらは、死刑の執行を見物に集まった観衆（多い時には3万人を数えた）を楽しませるためと思われる。
イギリスにおける公開死刑は、1868年の法改正まで続き、それ以後は刑務所内で非公開で行われるようになった。1868年、カルクラフトは最後の公開死刑の執行人になり、最初の非公開死刑の執行人になった。彼が執行した死刑には、1700年以降、イギリスで初めて夫婦同時に死刑が執行されたマニング夫妻（マリー・マニングとフレデリック・マニング）が含まれる。

## 生い立ち
1800年、チェルムスフォードの郊外にカルクラフトは生まれる。靴職人として働き、夜警の仕事もしていた。家計の足しにしようとニューゲート監獄のそばでミートパイを売っているときにシティ・オブ・ロンドンで40年、死刑執行人を勤めるジョン・フォクストンと知り合ったことで刑務所で働くことになった。刑務所での最初の仕事は、週10シリングで少年院のむち打ち係だった。

## 死刑執行人として

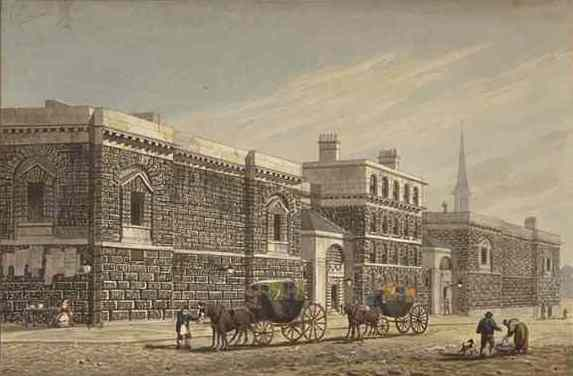
19世紀半ばのニューゲート監獄。1783年から1868年まで監獄の前に作られた簡易処刑台で公開処刑が行われた。

1829年2月14日にフォクストンが亡くなると、カルクラフトは後継に任命され、4月4日に宣誓し、シティ・オブ・ロンドンとミドルセックスの公式な死刑執行人となり、週1ギニーに加え、1人の執行ごとに1ギニーを収入を得る役職を得た。また、九尾鞭と枝鞭の手当ても付き、死刑囚を吊るしたロープを1インチあたり5シリングから1ポンドで売って収入を補った。 カルクラフトが死刑執行人として最初に与えられた仕事は、強盗罪のトーマス・リスターと街道強盗のジョージ・ウィングフィールドの死刑同時執行だった。 弟子を飢え死にさせ、マスコミが"邪悪なモンスター"と呼んだエスター・ヒブナーはカルクラフトが死刑を執行した最初の女性で、その執行は1829年4月13日である。ヒブナーは処刑台に上がろうとせず、拘束衣を着せられて死刑が執行された。彼女が吊るされると、集まった見物人から「死刑執行人に万歳三唱！」と叫び声が上がったという。
カルクラフトは他の刑務所、例えばリーディング監獄など、からも執行を依頼されたりと忙しかった 彼の在職期間の1868年、改正法が可決されると、死刑は刑務所内で非公開で行うことが義務付けられた。1868年5月26日、カルクラフトはクラーケンウェル刑務所爆破事件の犯人マイケル・バートレットの公開処刑を執行し、これがイングランドで最後の公開処刑になった。同時にカルクラフトは新法の下で、イングランドで最初の非公開処刑の執行も行っている。上司殺害の罪で死刑になった18歳のトーマス・ウェルズの執行が最初の非公開処刑で、1868年8月13日にメードストーン監獄の元は材木置き場であったところで行われた。報道関係者は執行に出席を許可され、鉄道員の制服を着たウェルズは、即死することなく、「ロープの端で数分もがいていた」と報じられた。 カルクラフトの最後の公式な仕事は、1874年5月25日、ジェームス・ゴッドウィンの死刑である。
1873年4月、カルクラフトが処刑の執行のためにダンディーを訪れた際のことをダイムズが報じた。それによれば、カルクラフトは「たとえ王室の人間や著名な政治家であっても、これほど丁寧な扱いを受けることはないだろう」と述べている。また、カルクラフトが仕事のために持ち込んだものは「新しいロープ、白い帽子、それといくつかの拘束具」だと報じている。
カルクラフトが死刑を執行した数は記録されていないが、おそらくは450人、うち35人が女性で、イギリスの死刑執行人で最も多く執行した者と思われる。彼の最も知られている処刑は、銀食器を盗んだところを捕まって、主人のウィリアム・ラッセル卿を殺害した従者、フランソワ・クルボアジェである。クルボアジェの死刑は1840年7月6日に執行された。
カルクラフトは、珍しい処刑の執行もしている。ひとつは1849年11月13日、マリー・マニングとフレデリック・マニング夫妻の死刑執行である。夫婦同時の処刑は1700年以来、初めてのことであった。また、1868年4月2日にはフランシス・キダーの処刑も行っている。彼女は、イギリスで絞首刑にされた最後の女性になった。キダーは継娘を溺死させたことで死刑判決を受け、2000人の観衆の前で執行された。その中には夫も含まれ、3フィート落下して2〜3分苦しんで死んだと伝えられる。

### 技術
カルクラフトの死刑執行人の経歴は45年にもおよぶが、「ひどく無能」のようで、頻繁に処刑台の足元に駆け寄って死刑囚の足にぶら下がり、その死を早めていた。 絞首刑にされる者は、革の拘束具で腕を固定されて絞首台に連れていかれる。落とし戸の上にくると顔は白いフードで覆われた。フードは、死刑執行人がレバーを引くタイミング見て、死刑囚が飛び降りようとするのを防ぐためであり、また、観衆に苦しむ表情を見せないためであった。 絞首縄が巻き付けられ、死刑囚から執行人が離れていき、落とし戸のレバーが引かれる。死刑囚は、確実に死に至るまでしばらく吊り下げられてから地面に降ろされた。カルクラフトはショートドロップ法を採用した。この方法では落下は約3フィート（91cm）と短く、死刑囚の首の骨を折るには不十分なため即死に至らず、時間をかけてゆっくり死んでいった。歴史家たちによれば、カルクラフトがあえて「物議を醸した」ショートドロップ法を使ったのは、ときに3万人まで膨れ上がった観衆を楽しませるためだったのではないか言われている。 「悪趣味で有名」だったカルクラフトは、死刑囚の足にぶら下がったり、肩の上まで登って、首の骨を折ろうとした。レディング監獄に残る彼の最初の死刑執行の記録では、死亡するまで3分以上かけている。
1856年3月31日、ウィリアム・バウスフィールドという死刑囚の執行をしたときは、絞首台で銃殺するという脅迫を受けており、カルクラフトは落とし戸のレバーを引いて、彼の体を吊り下げたまま、その場から逃げ出している。バウスフィールドは台に足をかけて体を支えようとし、残された助手が突き落そうとするがうまくいかない。司祭がカルクラフトを説得して絞首台に戻らせると、「バウスフィールドの足にぶら下がって、死に至らしめることに成功した」。このカルクラフトの失態は、有名なバラードの題材となっている。
カルクラフトはフェニアン同胞団からの脅迫におびえていたと伝えられる。1867年11月22日、現在ではマンチェスターの殉教者として知られるウィリアム・フィリップ・アレン、マイケル・ラーキン、マイケル・オブライエンの公開処刑を執行した。彼らは警察官殺害の罪で死刑となり、同時に執行された。記録によれば、アレンは首の骨が折れて即死したが、残る二人の骨は折れなかった。処刑に同席したカトリックの司祭は次のように報告している。
残る二本のロープは、彼らの呼吸のたびに張り詰め、不気味に震えた。死刑執行人は死刑執行に失敗したのだ！…カルクラフトは執行台の穴に潜り、上でできなかったことをやり遂げた。ラーキンを殺したのだ。
司祭は、カルクラフトが残るオブライエンも同様に殺すことを許さなかった。「善良な司祭はひざまずき、死にゆく男の手を握り、彼のために祈りを唱えた。45分後、長く続いた苦痛は終わった。」
キャリアの終わりに近づくにつれ、老いが彼に追いついたような印象を受けると報道されている。タイムズ紙は、1869年11月15日に69歳のカルクラフトが行った処刑について、「ロープの調整は遅く、不手際が目立ち、もう年齢的に職務に不適格だと示している」と評した。

## 晩年
1869年まで、彼の母は救貧院で貧乏暮らしをしていた。カルクラフトは母の生活費、週3シリングを払うよう命じられたが、自分には3人の子がいる（しかし彼の結婚の記録は残っていない）ので、彼の兄弟、姉妹に支払わせるよう反論している。。
1874年、高齢を理由に不本意な引退をした後のカルクラフトは、週25シリングの年金を受け取っていた。 若いころのカルクラフトはウサギを飼育する柔和な人物とされていたが、晩年は「長髪で長ひげの不機嫌で不吉な人物」とみられていた。

1879年12月13日、ホクストンのプール・ストリートで亡くなり、ストーク・ニューイントンの墓地に埋葬されている。1880年1月1日、ニューヨーク・タイムズに彼の死亡記事が載った。それには「生前、カルクラフトの伝記と呼べるようなものが何冊か出版されたが、いずれも莫大な演説の中に、わずかな事実が含まれるものであり、内容に価値があるものはなく、その正確性において信頼のおけるものは何ひとつない」と書かれた。最も古い伝記は、1846年出版のパンフレットで、「絞首台のうめき声；ウィリアム・カルクラフトの過去から現在、ニューゲートの生ける死刑執行人」である。